# Vers (Alta Savoia)
Vers és un municipi francès situat al departament de l'Alta Savoia i a la regió d'Alvèrnia-Roine-Alps. L'any 2007 tenia 526 habitants.

## Demografia

### Població
El 2007 la població de fet de Vers era de 526 persones. Hi havia 200 famílies de les quals 48 eren unipersonals (32 homes vivint sols i 16 dones vivint soles), 48 parelles sense fills, 84 parelles amb fills i 20 famílies monoparentals amb fills.
La població ha evolucionat segons el següent gràfic:
Habitants censats

### Habitatges
El 2007 hi havia 251 habitatges, 202 eren l'habitatge principal de la família, 37 eren segones residències i 12 estaven desocupats. 212 eren cases i 38 eren apartaments. Dels 202 habitatges principals, 164 estaven ocupats pels seus propietaris, 31 estaven llogats i ocupats pels llogaters i 7 estaven cedits a títol gratuït; 8 tenien dues cambres, 23 en tenien tres, 49 en tenien quatre i 122 en tenien cinc o més. 197 habitatges disposaven pel capbaix d'una plaça de pàrquing. A 67 habitatges hi havia un automòbil i a 122 n'hi havia dos o més.

### Piràmide de població
La piràmide de població per edats i sexe el 2009 era:
| Homes | Edats   | Dones |
| ----- | ------- | ----- |
| 0     | 95 o +  | 0     |
| 0     | 90 a 94 | 0     |
| 4     | 85 a 89 | 4     |
| 4     | 80 a 84 | 8     |
| 0     | 75 a 79 | 8     |
| 8     | 70 a 74 | 12    |
| 0     | 65 a 69 | 0     |
| 24    | 60 a 64 | 16    |
| 8     | 55 a 59 | 8     |
| 24    | 50 a 54 | 28    |
| 20    | 45 a 49 | 28    |
| 20    | 40 a 44 | 28    |
| 20    | 35 a 39 | 24    |
| 28    | 30 a 34 | 8     |
| 16    | 25 a 29 | 24    |
| 20    | 20 a 24 | 12    |
| 8     | 15 a 19 | 8     |
| 20    | 10 a 14 | 8     |
| 32    | 5 a 9   | 20    |
| 8     | 0 a 4   | 16    |

## Economia
El 2007 la població en edat de treballar era de 352 persones, 278 eren actives i 74 eren inactives. De les 278 persones actives 261 estaven ocupades (139 homes i 122 dones) i 17 estaven aturades (7 homes i 10 dones). De les 74 persones inactives 17 estaven jubilades, 33 estaven estudiant i 24 estaven classificades com a «altres inactius».

### Ingressos
El 2009 a Vers hi havia 244 unitats fiscals que integraven 629,5 persones, la mediana anual d'ingressos fiscals per persona era de 27.134 €.

### Activitats econòmiques
Dels 21 establiments que hi havia el 2007, 5 eren d'empreses de construcció, 6 d'empreses de comerç i reparació d'automòbils, 3 d'empreses d'hostatgeria i restauració, 1 d'una empresa d'informació i comunicació, 3 d'empreses de serveis, 1 d'una entitat de l'administració pública i 2 d'empreses classificades com a «altres activitats de serveis».
Dels 3 establiments de servei als particulars que hi havia el 2009, 2 eren lampisteries i 1 electricista.
L'any 2000 a Vers hi havia 12 explotacions agrícoles que ocupaven un total de 325 hectàrees.

## Equipaments sanitaris i escolars
El 2009 hi havia una escola elemental.

## Poblacions més properes
El següent diagrama mostra les poblacions més properes.